# Eduardo Bacas
Eduardo Antonio Bacas (San Miguel de Tucumán, 20 dicembre 1953) è un ex calciatore argentino, di ruolo centrocampista.

## Carriera

### Club
Ha giocato nella massima serie argentina e messicana.

### Nazionale
Con la nazionale argentina ha preso parte alla Copa América 1979.

## Palmarès

### Club

#### Competizioni nazionali
- Campionato argentino: 1

Rosario Central: Nacional 1980
- Campionato messicano: 3

América: 1984, 1985, Prode 1985